# Rosswald
 (mars 2016).
Si vous disposez d'ouvrages ou d'articles de référence ou si vous connaissez des sites web de qualité traitant du thème abordé ici, merci de compléter l'article en donnant les références utiles à sa vérifiabilité et en les liant à la section « Notes et références ».
Rosswald est une station de ski sans auto, située sur le territoire de la commune de Termen, sur les hauteurs de Brigue, et à proximité de la route d'accès au col du Simplon, dans le canton du Valais, en Suisse.

## Domaine skiable
Une télécabine 6-places moderne relie depuis l'an 2000 le domaine skiable (1 830 m), depuis le parking payant - uniquement en hiver - de Ried-Brig (1 049 m) dans la vallée. Une marche supplémentaire est rendue nécessaire depuis l'arrivée de la télécabine pour rejoindre le premier téléski. La route d'accès à la station et à ses chalets et résidences secondaires n'est quant à elle ouverte qu'en été.
Le domaine est aménagé sur les pentes du Folluhorn (2 657 m). Il est composé de deux sous-domaines fortement différents en ce qui concerne leur accessibilité et leur niveau de difficulté. Les deux pistes desservies au niveau de la station sont relativement faciles, larges et bien préparées. Elles sont enneigeables artificiellement. La partie haute du domaine est quant à elle composée uniquement de pistes noires, avec des téléskis relativement pentus qui culminent à 2 528 m. Les pistes y sont fortement exposées au soleil. Il est possible de pratiquer le ski hors-piste sur ce sous-domaine situé au-delà de la limite de la forêt.
La station coopère avec les stations voisines de Rothwald et Belalp à travers une offre forfaitaire commune (forfaits saison), et aussi avec les offres Valais SkiCard et Oberwalliser Skipass.
Une piste de luge permet 800 mètres de dénivelé, sur une longueur maximale de 9 km, et totale de 15 km de pistes. Elle part dans deux directions opposées à la station - via Resti (1 704 m) et Riedalpji (1 685 m), pour ensuite se rejoindre en une seule route enneigée jusqu'au parking de la télécabine. Le niveau d'enneigement naturel peut devenir insuffisant sur la partie basse de la piste de luge en s'approchant de la route d'accès au Simplon. La télécabine fonctionne les vendredis et samedis jusqu'à 21h30, pour permettre d'y pratiquer la luge aussi de nuit.
Pendant la saison 2014/2015, 114 657 personnes ont été transportées. 5 employés travaillent pour la société d'exploitation des remontées mécaniques, avec un maximum de 20 employés saisonniers.